# Séligné
Séligné é uma comuna francesa na região administrativa da Nova Aquitânia, no departamento de Deux-Sèvres. Estende-se por uma área de 9,83 km². Em 2010 a comuna tinha 120 habitantes (densidade: 12,2 hab./km²).